# Olodum

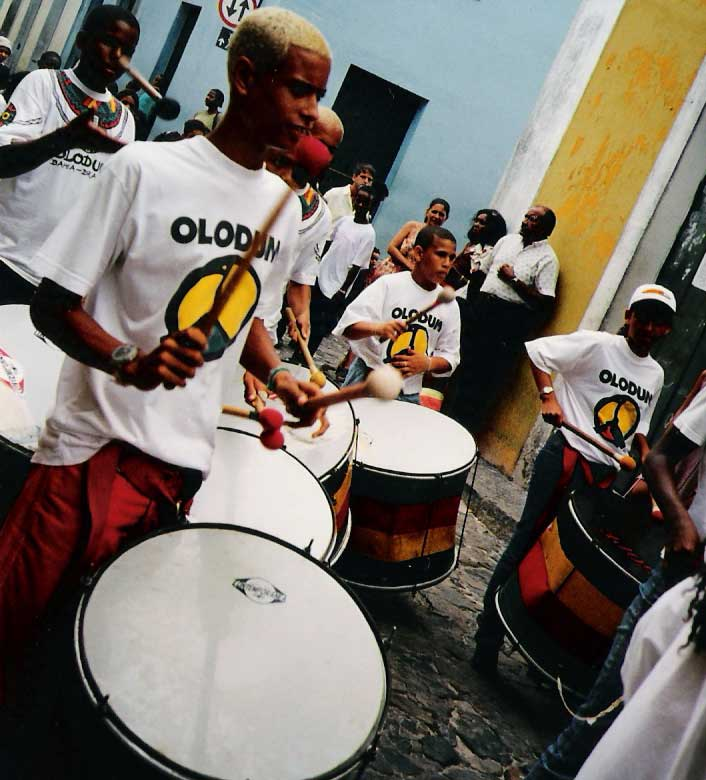
Foto di uno show del gruppo Olodum.

Olodum è un bloco-afro (gruppo organizzato con ispirazione nella musica e cultura africana), del carnevale della città di Salvador. Fu fondato il 25 aprile 1979 durante il carnevale con l'intenzione di creare un divertimento per gli abitanti del quartiere del Pelourinho, garantendo loro il diritto di festeggiare il carnevale di forma organizzata. È un'organizzazione non governativa (ONG) del movimento nero brasiliano.

## Attività
Sviluppa attività culturali, rivolte soprattutto ai giovani, incentrate principalmente sulla musica, ma anche su commedie e riproduzioni teatrali ed altre attività. I suoi obiettivi principali sono la guerra al razzismo, l'incoraggiamento all'autostima ed all'orgoglio tra gli Afro-Brasiliani, e la lotta per i diritti civili per gli emarginati. Il collettivo partecipa attivamente al Carnevale ogni anno, ed il gruppo (o "Banda") ha realizzato dischi autoprodotti con musicisti di rilevanza internazionale quali Paul Simon e Daniela Mercury.
Nel 1995 inoltre, gli Olodum sono apparsi nel video They Don't Care About Us di Michael Jackson, tratto dall'album HIStory: Past, Present and Future - Book I. La musica del brano in questione venne pensata apposta per richiamare lo stile percussionistico degli Olodum, rispetto alla versione originale dell'album: la 'versione Olodum' infatti divenne presto molto più popolare.
Durante la Coppa del Mondo di calcio del 2002, in Corea del Sud e in Giappone, il gruppo Olodum fu considerato un simbolo della squadra del Brasile, dando incentivo con i suoi tamburi e accompagnando da vicino i giochi del Brasile, oltre ad avere il privilegio di apparire per tutto il Brasile durante le trasmissioni dei giochi.
Il 13 giugno 2014 il collettivo si è esibito nella cerimonia di apertura dei Mondiali di calcio Brasile 2014 con Pitbull, Jennifer Lopez e Claudia Leitte in We are one (Ole Ola), canzone ufficiale della manifestazione.

## Discografia
Template:Imagem múltipla
Álbuns de estúdio
| Ano  | Álbum                |
| ---- | -------------------- |
| 1987 | Egito Madagascar     |
| 1988 | Núbia Axum Etiópia   |
| 1991 | Da Atlântida à Bahia |
| 1993 | Movimento            |
| 1994 | Menino Dourado       |
| 1995 | Filhos do Sol        |
| 1996 | Roma Negra           |
| 1997 | Liberdade            |
| 2002 | Olodum Pela Vida     |

### Albuns dal vivo
| Ano  | Álbum                              |
| ---- | ---------------------------------- |
| 1995 | Live at the Montreux Jazz Festival |
| 2005 | 25 Anos de Samba Reggae: Ao Vivo   |

### collezione
| Ano  | Álbum                                                |
| ---- | ---------------------------------------------------- |
| 1989 | 10 Anos - Do Deserto do Saara ao Nordeste Brasileiro |
| 1999 | Popularidade                                         |
| 2000 | A Música do Olodum - 20 Anos                         |
| 2008 | Nova Série - Olodum                                  |